# Pandak
Pandak ist ein Distrikt (Kecamatan) im Regierungsbezirk (Kabupaten) Bantul der Sonderregion Yogyakarta im Süden der Insel Java. Der Kecamatan liegt im Westen des Kabupaten. Ende 2021 zählte er 51.892 Einwohner auf 25,15 km² Fläche.

## Geographie
Pandak grenzt an folgende Kecamatan (Reihenfolge im Uhrzeigersinn):
| Richtung0000 | Name Kec.     | Kabupaten   | Provinz |
| Norden       | Pajangan      | Bantul      | DIY*    |
| Nordosten    | Bantul        | Bantul      | DIY*    |
| Südosten     | Bambanglipuro | Bantul      | DIY*    |
| Süden        | Sanden        | Bantul      | DIY*    |
| Westen       | Srandakan     | Bantul      | DIY*    |
| Westen       | Lendah        | Kulon Progo | DIY*    |

* D.I.Yogyakarta

## Verwaltungsgliederung
Der Kecamatan (auch Kapanewon genannt) gliedert sich in vier ländliche Dörfer (Desa, auch Kalurahan genannt):
| PUM-Code 1    | Desa        | Fläche (km²) | Bevölkerung zur Volkszählung 2 | Bevölkerung zur Volkszählung 2 | Bevölkerung zur Volkszählung 2 | Bevölkerung zur Volkszählung 2 | Bevölkerung zur Volkszählung 2 | Bevölkerung zur Volkszählung 2 | Padu- kuhan 4 | RT 5 |
| PUM-Code 1    | Desa        | Fläche (km²) | 002000                         | 002010                         | Männer                         | Frauen                         | 002020                         | Dichte 3                       | Padu- kuhan 4 | RT 5 |
| ------------- | ----------- | ------------ | ------------------------------ | ------------------------------ | ------------------------------ | ------------------------------ | ------------------------------ | ------------------------------ | ------------- | ---- |
| 34.02.06.2001 | Catuharjo   | 5,93         | 9.913                          | 10.646                         | 5.725                          | 5.664                          | 11.389                         | 1.920,6                        | 14            | 77   |
| 34.02.06.2002 | Triharjo    | 6,43         | 11.400                         | 11.973                         | 6.562                          | 6.468                          | 13.030                         | 2.026,4                        | 10            | 63   |
| 34.02.06.2003 | Gilangharjo | 7,26         | 13.710                         | 14.661                         | 7.897                          | 7.909                          | 15.806                         | 2.177,1                        | 15            | 91   |
| 34.02.06.2004 | Wijirejo    | 4,68         | 9.581                          | 10.414                         | 5.628                          | 5.645                          | 11.273                         | 2.408,8                        | 10            | 61   |
| 34.02.06      | Kec. Pandak | 24,3         | 44.604                         | 47.694                         | 25.812                         | 25.686                         | 51.498                         | 2.119,3                        | 49            | 292  |

## Demographie
Grobeinteilung der Bevölkerung nach Altersgruppen (zum Zensus 2020)
| Altersgruppen | 00Männer | 00Frauen | zusammen |
| ------------- | -------- | -------- | -------- |
| 0 – 14        | 5.350    | 4.992    | 10.342   |
| 15 – 64       | 17.975   | 17.725   | 35.700   |
| 65+           | 2.487    | 2.969    | 5.456    |
| gesamt        | 25.812   | 25.686   | 51.498   |
| anteilig (%)  |          |          |          |
| 0 – 14        | 20,73    | 19,43    | 20,08    |
| 15 – 64       | 69,64    | 69,01    | 69,32    |
| 65+           | 9,64     | 11,56    | 10,59    |

### Bevölkerungsentwicklung
In den Ergebnissen der sieben Volkszählungen seit 1961 ist folgende Entwicklung ersichtlich:
| Einheit/Jahr     | 1961         | 1971         | 1980         | 1990         | 2000         | 2010         | 2020         |
| ---------------- | ------------ | ------------ | ------------ | ------------ | ------------ | ------------ | ------------ |
| Kec. Pandak      | 32.122       | 36.787       | 40.530       | 42.632       | 44.604       | 47.694       | 51.498       |
| Anteil in %      | 6,44         | 6,47         | 6,39         | 6,12         | 5,71         | 5,23         | 5,22         |
| Kab. Bantul      | 499.163      | 568.627      | 634.442      | 696.905      | 781.013      | 911.503      | 985.770      |
| Sonderregion DIY | 00 2.231.062 | 00 2.487.177 | 00 2.750.025 | 00 2.912.611 | 00 3.120.478 | 00 3.457.491 | 00 3.66.8719 |